# Amstel Gold Race 2021

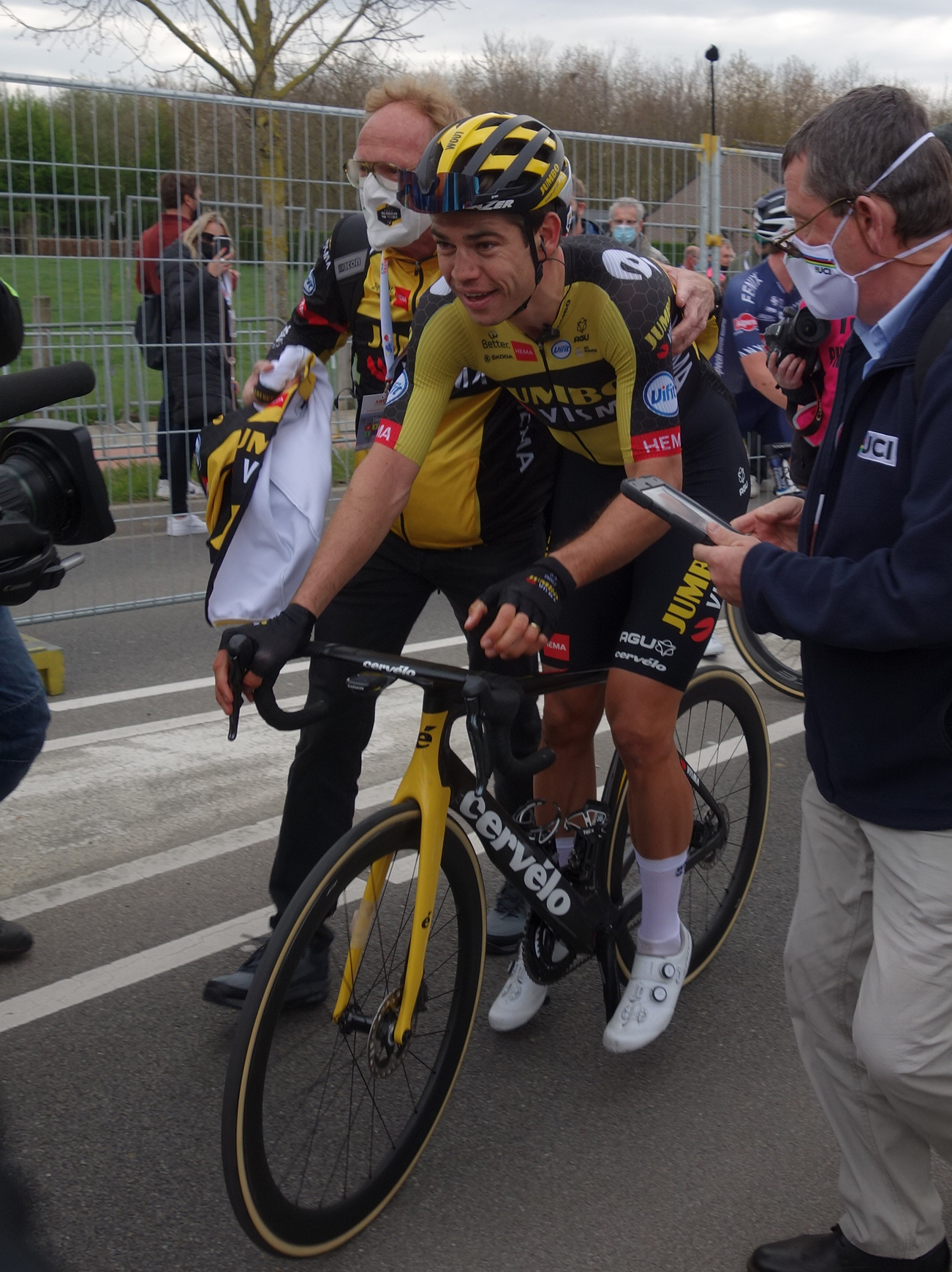
Gewinner Wout Van Aert, kurz nach der Zieleinfahrt, etwa 17:30 Uhr

Das Amstel Gold Race 2021 war die 55. Austragung des niederländischen Eintagsrennens. Das Rennen fand am 18. April statt und war Teil der UCI WorldTour 2021.

## Teilnehmende Mannschaften und Fahrer
Neben den 19 UCI WorldTeams standen 6 UCI ProTeams am Start. Für jedes Team starteten sieben Fahrer. Von den 175 Fahrern erreichten 125 Fahrer das Ziel.
Mit Michael Valgren (EF Edukation-Nippo), Michał Kwiatkowski (Ineos Grenadiers) und Roman Kreuziger (Gazprom-RusVelo) standen drei ehemalige Gewinner des Rennens am Start. Der Titelverteidiger Mathieu Van der Poel (Alpecin-Fenix) startete nicht.
Als Favoriten galten der Weltmeister Julian Alaphilippe (Deceuninck-Quick-Step), Wout van Aert, Primož Roglič (Jumbo-Visma), Thomas Pidcock, Michał Kwiatkowski, Richard Carapaz (Ineos-Grenadiers), Marc Hirschi, Matteo Trentin (UAE Team Emirates), Dylan Theuns (Bahrain-Victorious), Jakob Fuglsang (Astana-Premier Tech), Alejandro Valverde (Movistar), Maximilian Schachmann (Bora-Hansgrohe), Tim Wellens (Lotto Soudal), Valentin Madouas (Groupama-FDJ), Bauke Mollema (Trek-Segafredo), Greg Van Avermaet (AG2R Citroën), Michael Woods (Israel Start-Up Nation), Tiesj Benoot (DSM) und Michael Matthews (BikeExchange).
Als weitere Siegfahrer galten Simon Clarke, Michael Gogl (Qhubeka Assos), Alexey Lutsenko (Astana-Premier Tech), Sergio Higuita (EF Edukation-Nippo), David Gaudu (Groupama-FDJ), Dylan Van Baarle (Ineos Grenadiers) und Darly Impey (Israel Start-Up Nation)

## Streckenführung
Die Strecke führte über 216,7 km von Valkenburg nach Berg en Terblijt. Insgesamt standen 38 Anstiege auf dem Programm. Aufgrund der COVID-19-Pandemie wurde die 55. Austragung auf einem Rundkurs ausgetragen, der zwölfmal absolviert werden musste. Die Finale Runde führte über einen leicht abgeänderten Kurs, in dem der Cauberg nicht befahren wurde. Als letzter Anstieg wurde der Bemelerberg 6,1 Kilometer vor dem Ziel überquert.
|                | Kilometermarke pro Runde | Länge | Ø Steigung | max. Steigung | Runden |
| -------------- | ------------------------ | ----- | ---------- | ------------- | ------ |
| Geulhemmerberg | 0,9                      | 900 m | 6,2 %      | 8,6 %         | 12×    |
| Bemelerberg    | 6,6                      | 800 m | 5,2 %      | 6,6 %         | 12×    |
| Cauberg        | 13,1                     | 800 m | 7,4 %      | 13,2 %        | 12×    |
| Zielpassage    | 14,9                     |       |            |               | 12×    |
| Geulhemmerberg | 203,8                    | 900 m | 6,2 %      | 8,6 %         | 1×     |
| Bemelerberg    | 210,6                    | 800 m | 5,2 %      | 6,6 %         | 1×     |
| Ziel           | 216,7                    |       |            |               | 1×     |

## Rennverlauf
Kurz nach dem Start bildete sich eine zehn Mann starke Ausreißergruppe, deren Vorsprung sich auf etwa vier Minuten einpendelte. Etwa 60 Kilometer vor dem Ziel kam es zu den ersten Angriffen aus dem Peloton, die jedoch alle neutralisiert wurden. Zuvor verloren Jasper Stuyven (Trek-Segafredo) und Søren Kragh Andersen (DSM) den Kontakt zu dem Hauptfeld, dessen Rückstand auf die Spitzengruppe nun eineinhalb Minuten betrug.
53 Kilometer vor dem Ziel kam es zu einem Sturz im Hauptfeld, in den unter anderen auch Maximilian Schachmann (Bora-Hansgrohe), Mauri Vansevenant (Deceuninck-Quick-Step) und der ehemalige Lüttich-Bastogne-Lüttich Sieger Bob Jungels (AG2R Citroën Team) verwickelt waren. Auf der vorletzten Befahrung des Cauberg, 35 Kilometer vor dem Ziel, wurde der Großteil der Ausreißergruppe vom Hauptfeld gestellt. Einzig Loïc Vliegen (Intermaché-Wanty-Gobert Matériaux) verblieb an der Spitze des Rennens.
Auf dem Geulhemmerberg, 30 Kilometer vor dem Ziel, griffen Ide Schelling (Bora-Hansgrohe) und Stan Dewulf (Alpecin-Fenix) an und schlossen die Lücke zu Loïc Vliegen. Kurz darauf erhöhte Ide Schelling auf dem Anstieg des Bemelerberg das Tempo erneut und setzte sich von seinen Begleitern ab. Sein Vorsprung auf das Hauptfeld betrug jedoch nur wenige Sekunden.
Die Vorentscheidung fiel auf der letzten Auffahrt des Cauberg, 18 Kilometer vor dem Ziel. Während Primož Roglič (Jumbo-Visma) aufgrund eines technischen Defekts zurückfiel, attackierte sein Teamkollege Wout van Aert und setzte sich gemeinsam mit Julian Alaphilippe (Deceuninck-Quick-Step), Thomas Pidcock, Richard Carapaz, Michał Kwiatkowski (alle Ineos-Grenadiers) und Michael Matthews (BikeExchange) ab. Während Julian Alaphilippe an der vorletzten Zielpassage den Anschluss verlor, konnte Alejandro Valverde (Movistar) die Lücke zur Spitzengruppe schließen.
Nachdem Michał Kwiatkowski versucht hatte, sich auf dem Geulhemmerberg abzusetzen, folgte eine Attacke von Thomas Pidcock der nur Wout van Aert und Maximilian Schachmann folgen konnten. Die drei arbeiteten gut zusammen und überquerten den letzten Anstieg, den Bemelerberg, mit einem Vorsprung von 20 Sekunden. Dahinter bildete sich ein großes Fahrerfeld von rund 30 Fahrern.
Zwei Kilometer vor dem Ziel versuchte Maximilian Schachmann, sich von seinen Begleitern zu lösen, was ihm jedoch nicht gelang. Im Zielsprint gewann Wout van Aert in einem Fotofinish hauchdünn vor Thomas Pidcock. Die Verfolgergruppe erreichte das Ziel mit einem Rückstand von drei Sekunden.

## Rennergebnis
| Platz | Fahrer                | Nation | Team                  | Zeit                   |
| ----- | --------------------- | ------ | --------------------- | ---------------------- |
| 01.   | Wout Van Aert         | BEL    | Jumbo-Visma           | 5:03:29 h (43,21 km/h) |
| 02.   | Thomas Pidcock        | GBR    | Ineos Grenadiers      | "                      |
| 03.   | Maximilian Schachmann | GER    | Bora-Hansgrohe        | "                      |
| 04.   | Michael Matthews      | AUS    | Team BikeExchange     | + 0:03 min             |
| 05.   | Alejandro Valverde    | ESP    | Movistar Team         | "                      |
| 06.   | Julian Alaphilippe    | FRA    | Deceuninck-Quick Step | "                      |
| 07.   | Kristian Sbaragli     | ITA    | Alpecin-Fenix         | "                      |
| 08.   | Michał Kwiatkowski    | POL    | Ineos Grenadiers      | "                      |
| 09.   | Matej Mohorič         | SLO    | Bahrain-Victorious    | "                      |
| 10.   | Tosh Van der Sande    | BEL    | Lotto-Soudal          | "                      |